# Dálnice 40 (Izrael)
Dálnice 40, přesněji spíš Silnice 40 (hebrejsky: כביש 40, Kviš 40) je silniční spojení jen částečně dálničního typu (v některých úsecích vícečetné jízdní pruhy, ovšem většinou s úrovňovými křižovatkami) v Izraeli.

## Trasa dálnice

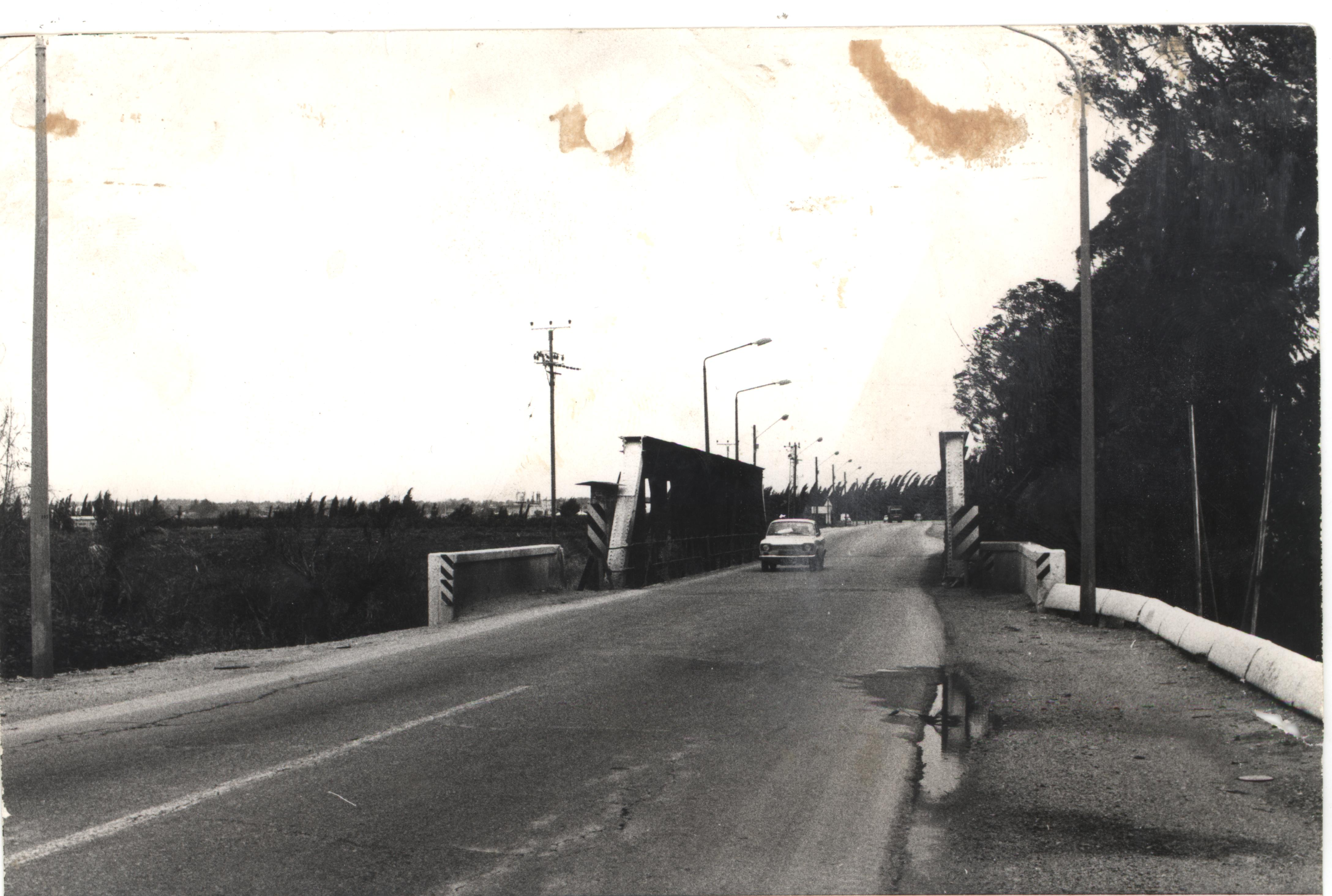
Most přes Jarkon na dálnici číslo 40 poblíž Petach Tikva

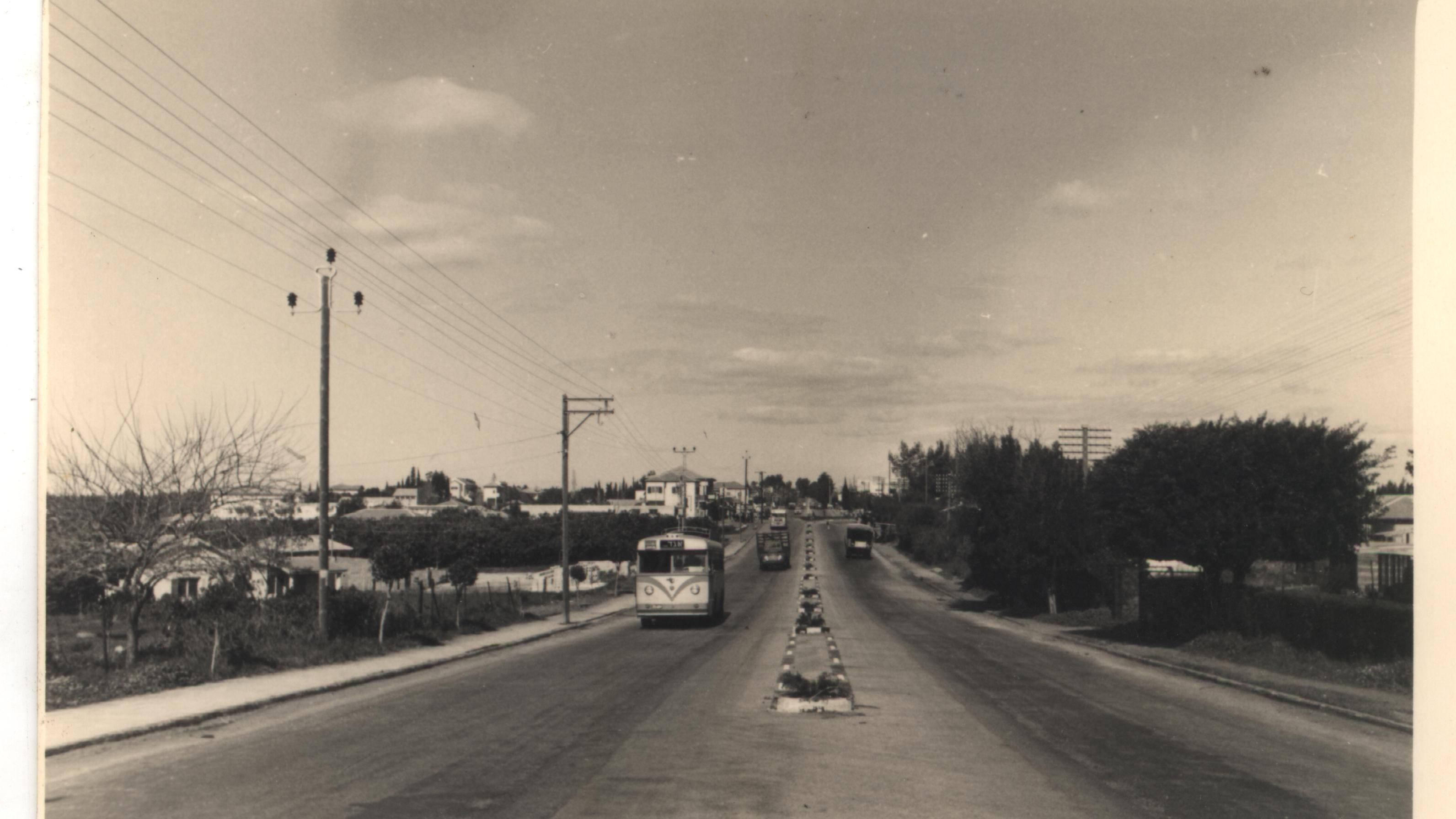
Dálnice číslo 40 v Hod ha-Šaron

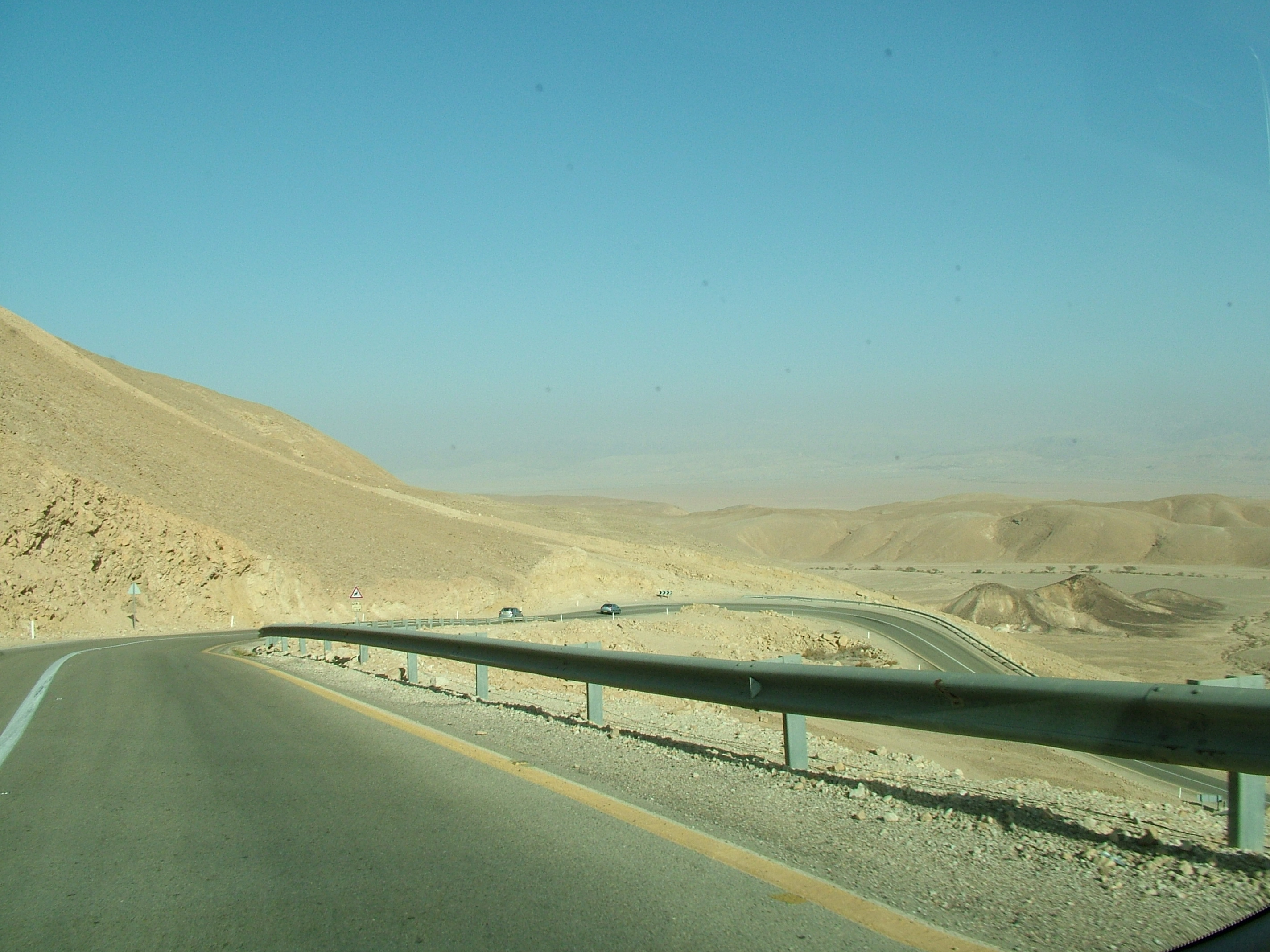
Dálnice číslo 40 poblíž Machteš Ramon

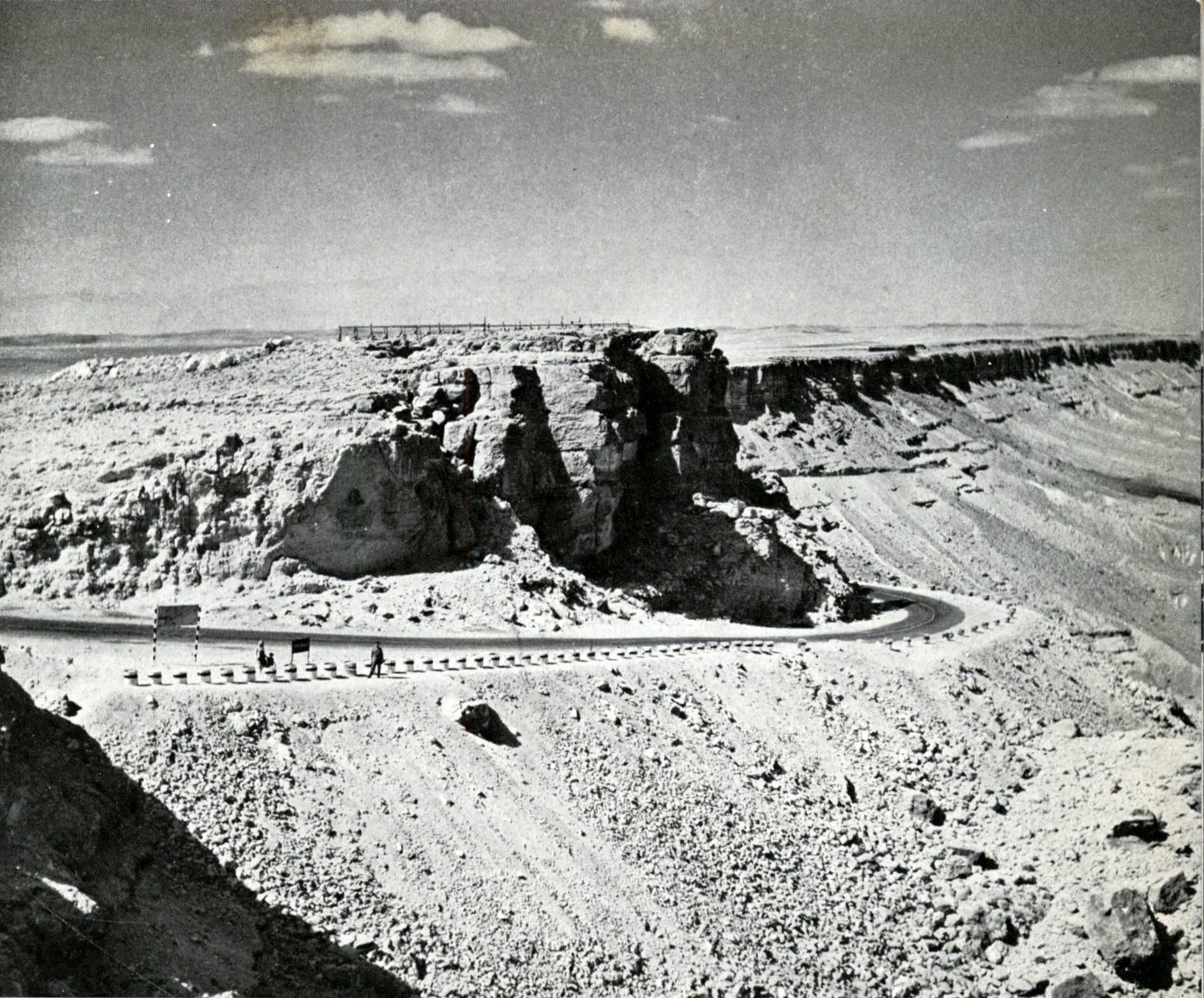
Dálnice číslo 40 v poušti Negev

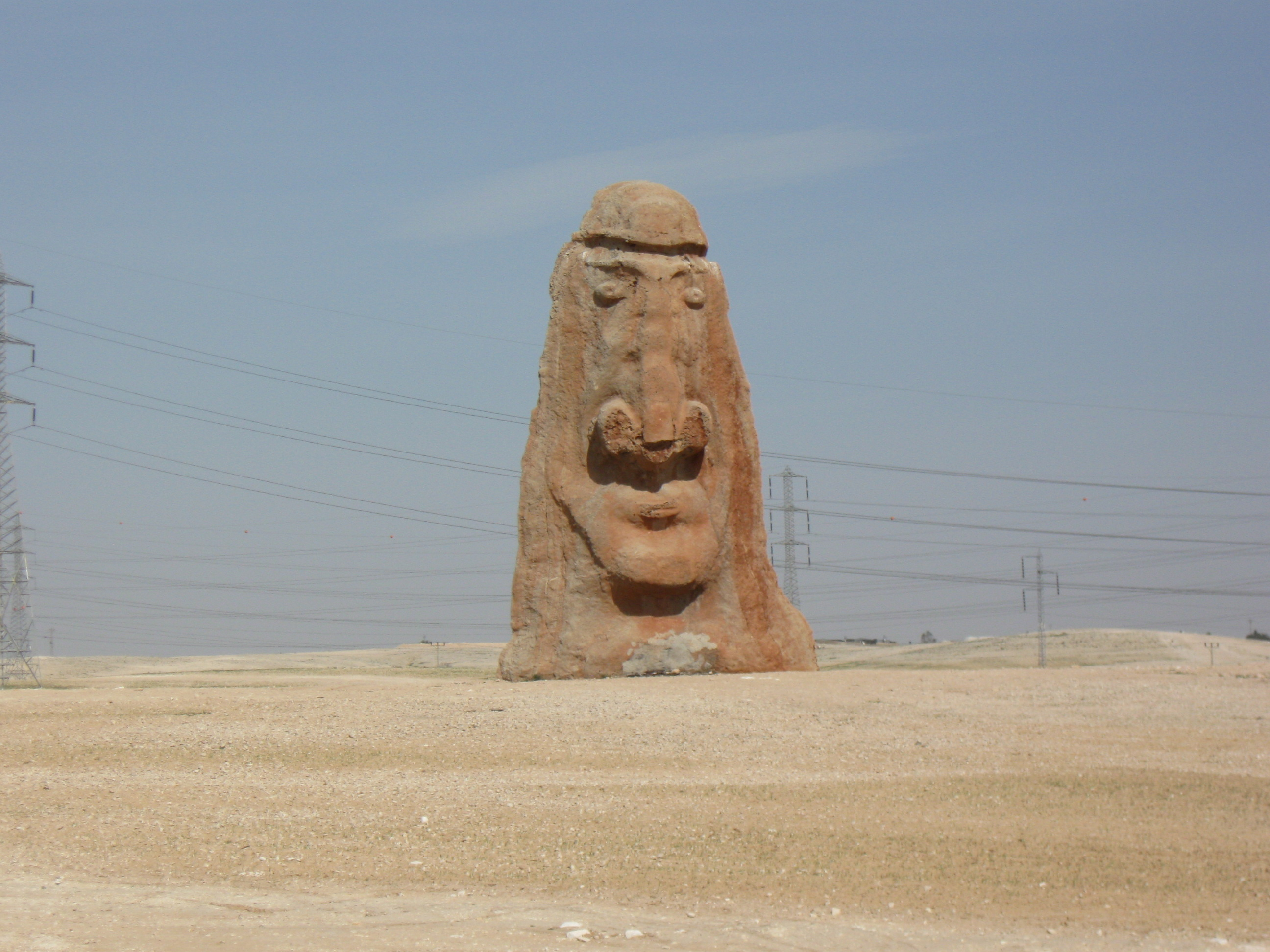
Socha u dálnice číslo 40 poblíž Ramat Chovav

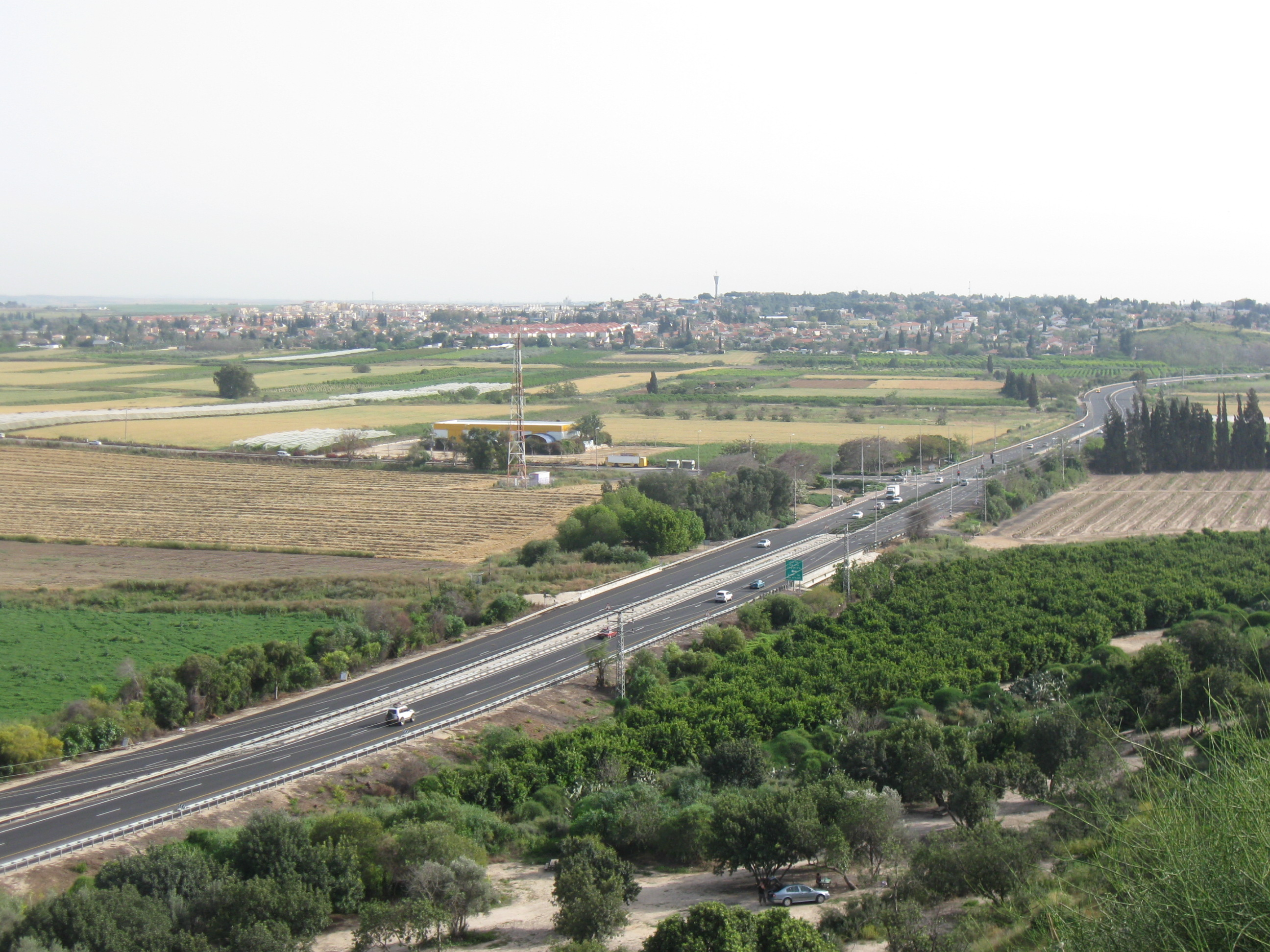
Dálnice číslo 40 poblíž města Gedera

Začíná v Negevské poušti, v údolí Vádí al-Araba, kde odbočuje z dálnice číslo 90. Vede pak neobydlenou hornatou krajinou jižního Negevu přes údolí vádí Nachal Paran a okolo kráterového útvaru Machteš Ramon směrem k městu Micpe Ramon a dál skrz shluky beduínských osad k městu Beerševa. Jde o starší silniční spojení mezi Beerševou a nejjižnější částí státu Izrael, které nyní již není masově využíváno pro dálkovou přepravu, ale pro své přírodní krásy si udržuje turistický potenciál.
Od Beerševy pokračuje k severu krajinou na severním okraji Negevu, která již je zemědělsky využívaná a má rozvinutou sídelní síť. Roli kapacitního tranzitního spojení mezi v severojižním směru ale v této oblasti supluje nově zbudovaná dálnice číslo 6. Dálnice číslo 40 tak má spíše lokální význam, jako spojnice jednotlivých měst v oblasti pobřežní nížiny a Šefely jako je Kirjat Gat nebo Kirjat Mal'achi. Pak pokračuje dál severním směrem do hustě osídlené oblasti centrálního Izraele v širší metropolitní oblasti Tel Avivu (region Guš Dan). Zde míjí města jako Gedera, Rechovot, Ramla a Lod. Prochází po východní straně Ben Gurionova mezinárodního letiště a pokračuje k městu Petach Tikva. Končí poblíž města Kfar Saba severovýchodně od Tel Avivu. Svou délkou jde o druhou nejdelší silnici v Izraeli, třebaže nemá charakter jednolitého dopravního tahu, ale spíše jde o sérii lokálně využívaných silničních spojení.
Nejsevernější úsek, od Neve Jarak ke křižovatce Kfar Saba-východ byl zbudován až v 90. letech 20. století a původně byl označen jako dálnice číslo 55. Dálnice číslo 40 původně od Neve Jarak směřovala na sever až ke křižovatce Ra'anana. Šlo o historickou trasu silnice spojující Petach Tikva a Haifu, jejíž roli později převzala dálnice číslo 2 a dálnice číslo 4. Tento několikakilometrový úsek ke křižovatce Ra'anana se nyní eviduje jako lokální silnice číslo 402.
Státní podnik National Roads Company of Israel plánuje úpravu trasy dálnice číslo 40 v jejím severním úseku, kde má být vybudován východní obchvat Petach Tikvy. Má jít o komunikaci dálničního charakteru. Korekcí trasy prošla dálnice číslo 40 již v okolí Beerševy, kde vyrostl východní obchvat města. V roce 2007 začalo plánování, do roku 2010 měla být komunikace dobudována.